# Herzog & de Meuron

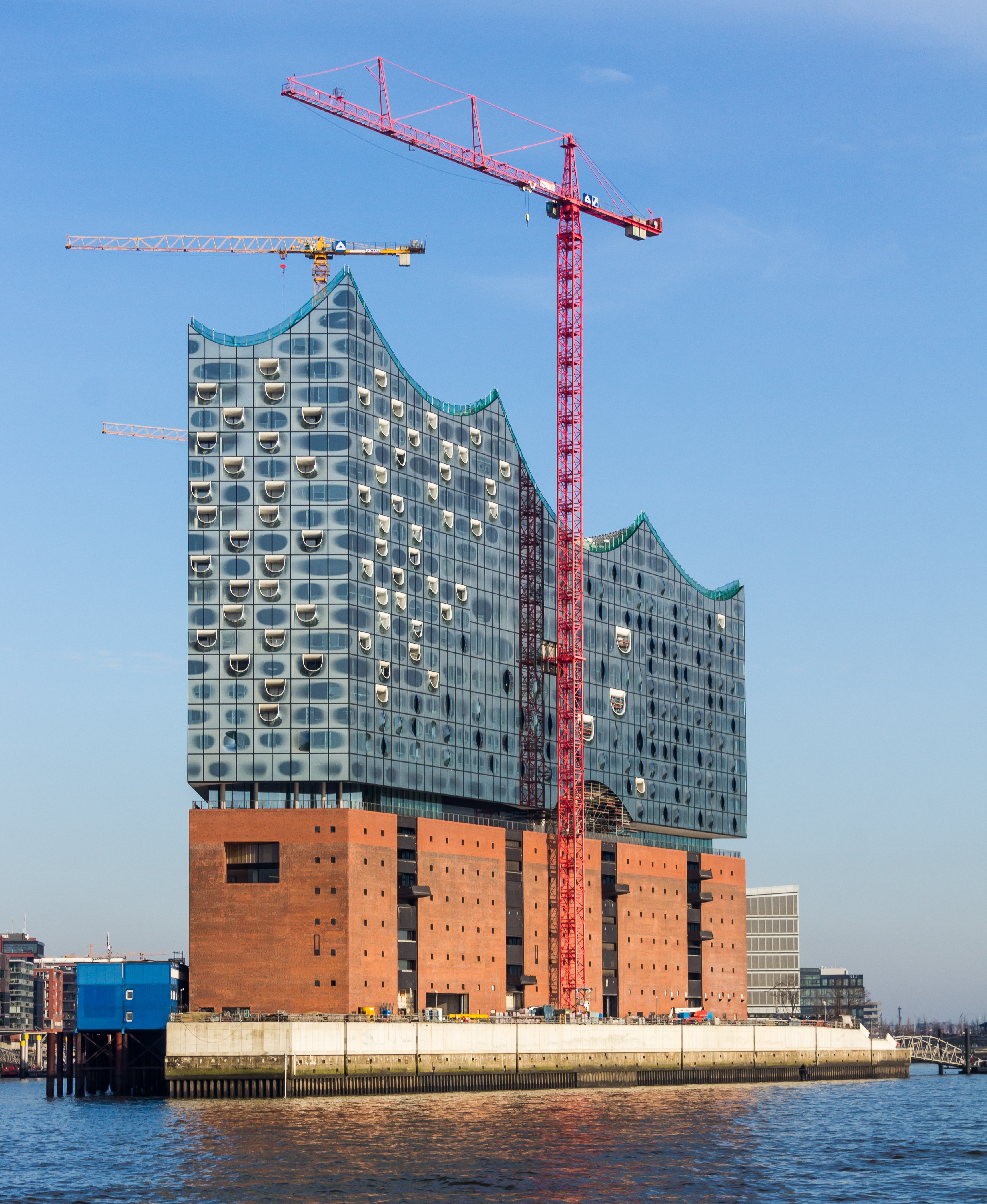
Labská filharmonie, HafenCity, Hamburg (2007–2016)

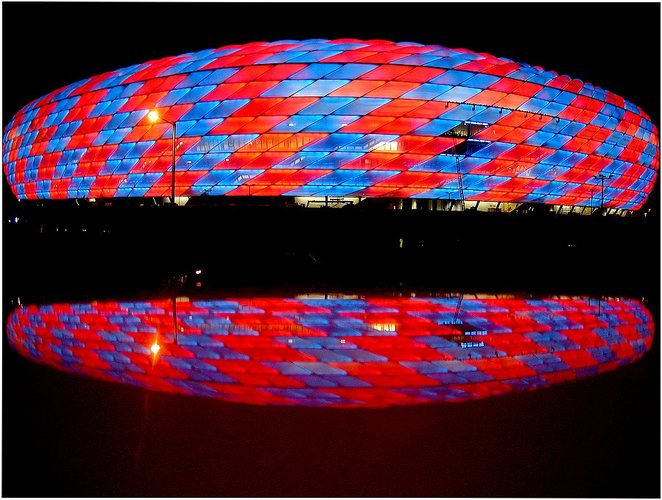
Allianz Arena v Mnichově (2002–2005)

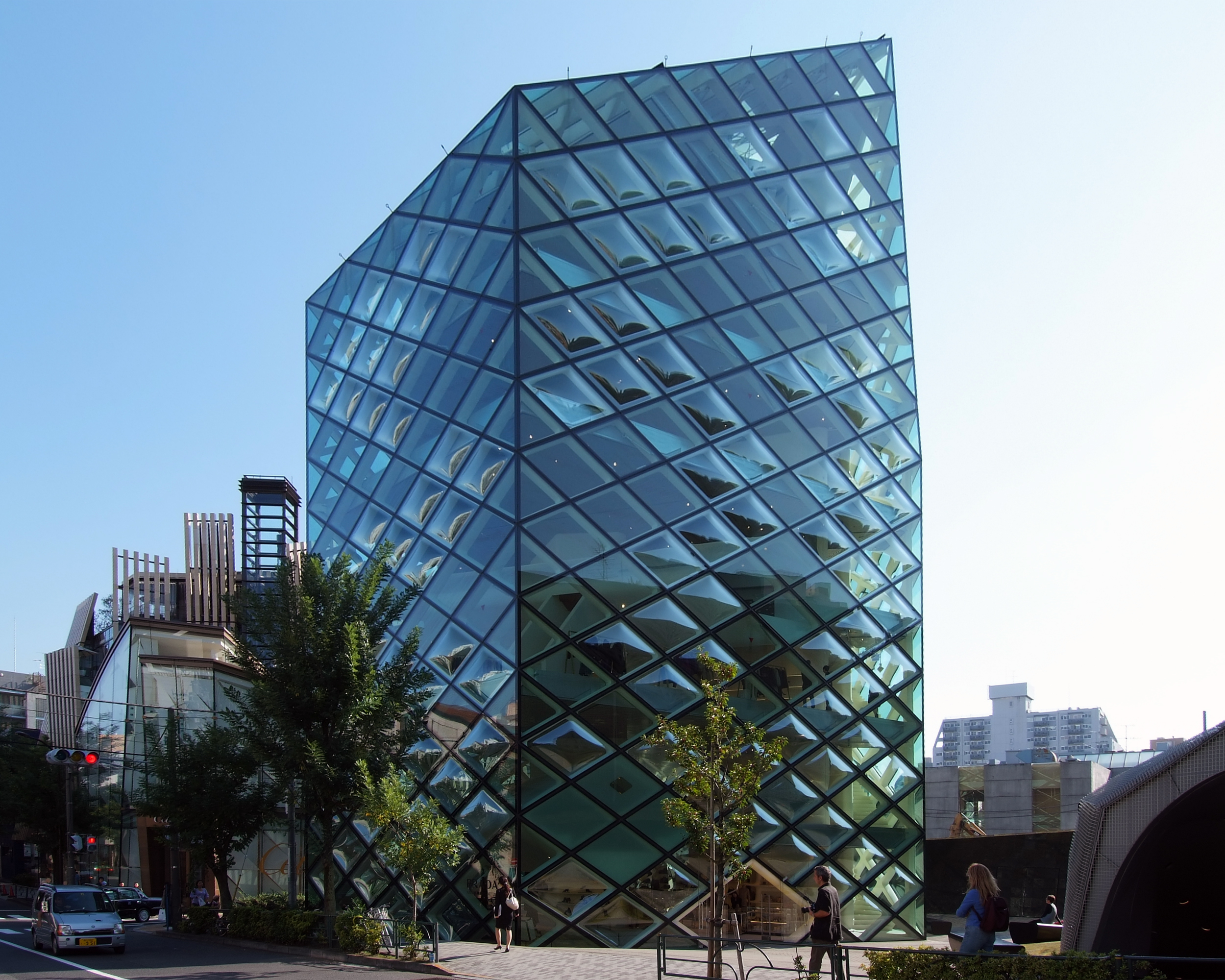
Prada Aoyama Epicenter, Tokio, 2001–2003

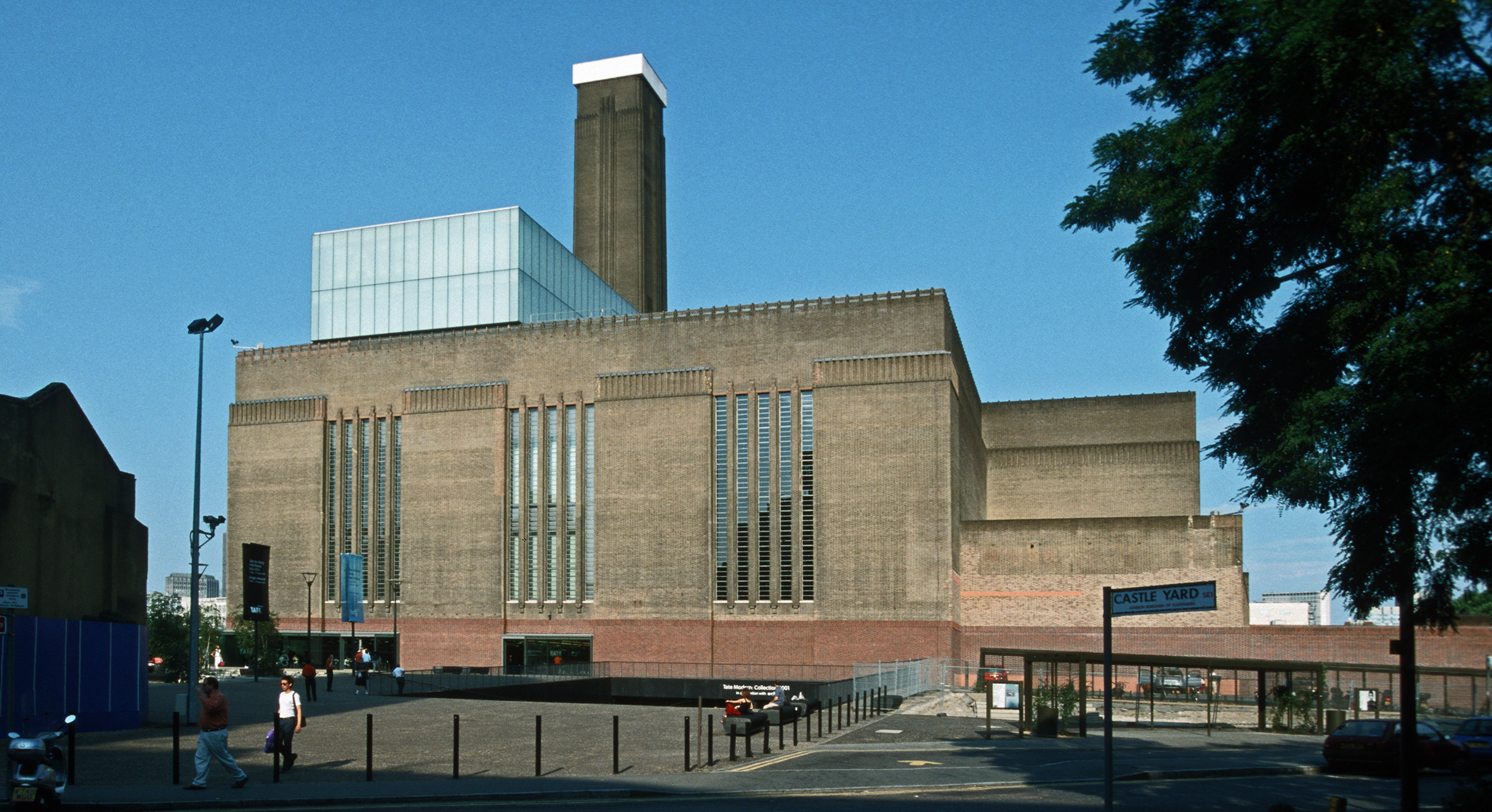
Rozšíření Tate Gallery – Tate Gallery of Modern Art, London; 1995–1999

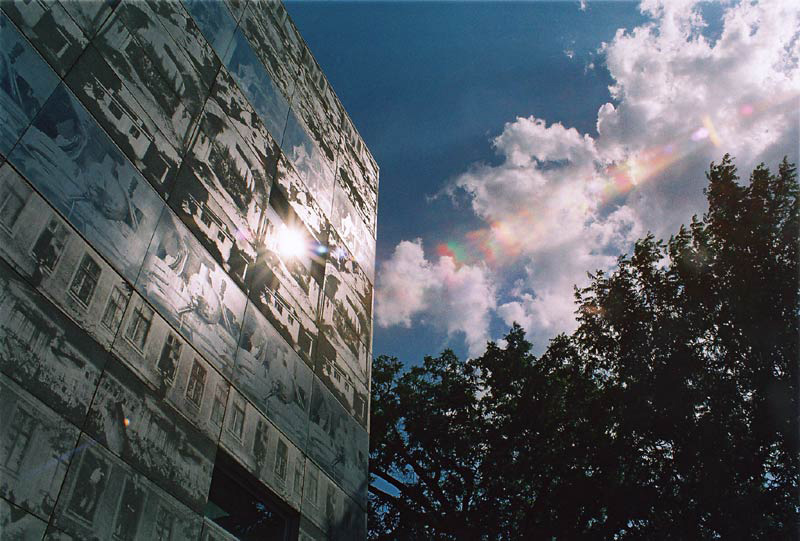
Knihovna vysoké odborné školy v Eberswalde (1993–1996)

Herzog & de Meuron je švýcarská architektonická kancelář založená v roce 1978 a sídlící v Basileji. Jejími zakladateli jsou Jacques Herzog a Pierre de Meuron.

## Zakladatelé
Jacques Herzog se narodil 19. dubna 1950 v Basileji. Po ukončení střední školy navštěvoval školu designu, ale později přestoupil na biologii a chemii na basilejské univerzitě. Nakonec skončil u studia architektury na ETH v Lausanne, odkud pak po roce přestoupil – společně s de Meuronem – na ETH v Curychu. Vystudoval architekturu u Alda Rossiho a Dolfa Schneibliho (1970 – 1975), kde v roce 1997 působil jako asistent profesora Schnebliho, později externě vyučoval na Corneliově univerzitě v Ithace (stát New York, USA) a na Harvardu (Massachusetts, USA). Od roku 1999 je profesorem na ETH v Curychu.
Pierre de Meuron se narodil 8. května 1950 v Basileji. Vystudoval rovněž u Alda Rossiho a Dolfa Schneibiho na ETH v Curychu (1970–1975), vyučoval externě na Harvardu.

## Historie
Jacques Herzog a Pierre de Meuron založili v roce 1978 architektonickou kancelář Herzog & de Meuron se sídlem ve švýcarské Basileji. V současné době má společnost 10 partnerů, přes 200 zaměstnanců v pobočkách v Londýně, Mnichově, San Francisku, Barceloně a Pekingu. Spolu s Rogerem Dionerem a Marcelem Meilim stáli u zrodu ETH Studia v Basileji (1999) – experimentální laboratoře pro výzkum nových forem výuky architektury ICC - Institute for the contemporary city (2002). Za svou práci byli jako první Švýcaři v historii v roce 2001 ocenění Pritzkerovou cenou za architekturu.
Práce Herzog & de Meurona zobrazují různorodost zájmů – rodinné domy, městské celky i urbanismus z atelieru Herzoga & de Meurona poukazují na výjimečné zvládnutí architektonického talentu. Překvapovali novým využitím různých materiálů: zajímají se o povrch (lesk, matnost, zrcadlení) a netradiční materiály.

## Charakteristika
Herzog & de Meuronovy rané práce byly zmenšené kusy moderního umění, které byly kvalifikovány na stejné úrovni jako minimalistické umění Donalda Judda. Příkladem toho je projekt železničního hradla. Z neurčité struktury vytvořili umělecké dílo průmyslové architektury, působivé jak ve dne, tak i v noci. S postupem času jejich projekty pokročily od čisté jednoduchosti kubických forem ke komplexnějším a dynamičtějším geometriím.
Basilejští architekti se za celou dobu svého působení na poli architektury nenechali zahrnout do sféry módního minimalismu, naopak ho významným způsobem posunuli. Jejich poslední práce v Prada Tokiu, Barceloně Forum a Pekingský národní stadion pro Olympijské hry v roce 2008 naznačují viditelnou změnu v přístupu.

## Ocenění
- Gold Medal RIBA, 2007
- Praemium Imperiale, 2007
- Pritzkerova cena, 2001

## Realizace a projekty
- Národní knihovna Izraele, Jeruzalém 2023
- Royal College of Art, Londýn, Spojené království 2022
- Beirut Terraces, Bejrút, Libanon 2017
- Labská filharmonie, Hamburk, Německo 2016
- Nouveau Stade de Bordeaux, Francie 2015
- BBVA headquarters, Madrid, Španělsko 2015
- Ricola Krauterzentrum, Laufen, Švýcarsko 2014
- Messe Basel, Basilej, Švýcarsko 2013
- Tate Modern – rozšíření musea, Londýn, 2005–11
- Hotel Astoria – kongresový hotel, Lucern, 2005
- St. Jakob-Park přestavba pro Euro 2008, Basilej, 2004–08
- Labská filharmonie – HafenCity, Hamburk, 2003–08
- Pekingský národní stadion – Peking, Čína, 2003–08
- Allianz Arena – Mnichov, 2005
- de Young Memorial Museum – San Francisco, Kalifornie, USA 2005
- Walker Art Center – Minneapolis, Minnesota, USA 2005
- I K M Z – Chotěbuz, Německo 2004
- Fòrum Barcelona – Barcelona, Španělsko 2004
- Fünf Höfe – Mnichov, Německo, 2003
- Laban Dance Centre – Londýn, Velká Británie 2003
- Schaulager – Münchenstein, Švýcarsko 2003
- Rozšíření Kunsthausu – Aarau, Švýcarsko 2003
- Prada Aoyama Epicenter – Tokio, Japonsko, 2003
- Fotbalový stadion St. Jakob – Basilej, Švýcarsko, 2002
- Obytný dům Rue de Suisse – Paříž, Francie 2000
- Obytný dům na Herrnstrasse – Mnichov, Německo, 2000
- New Tate Gallery – Londýn, Velká Británie, 2000
- Dominus Winery – Yountville, Kalifornie, USA 1998
- Skladiště Ricola – Mulhouse, Francie 1993
- Sportoviště Pfaffenholz – Saint Louis, Francie 1993
- Bytový dům Schützenmattstrasse – Basilej, Švýcarsko 1993
- Galerie Goetz – Mnichov, Německo 1992
- Obytný soubor Pilotengasse – Vídeň, Rakousko 1992
- Vysokoregálový sklad Ricola AG – Laufen, Švýcarsko 1991
- Fotostudio Frei – Weil am Rhein, Německo 1982